# Johann Dillner
Johan Dillner (Selånger, municipi de Sundsvall, 3 d'octubre de 1785 - Östervåla, 21 de gener de 1862) va ser un escriptor, clergue i músic suec.
Després d'haver estat capellà d'un regiment i pastor de diverses parròquies, fou elegit prebost el 1835. Era membre de la Reial Acadèmia Sueca de Música d'Estocolm i va inventar un senzill instrument, el psalmodicon, que facilita l'ensenyança del cant. Fou predicador de la cort i alguns dels seus sermons foren impresos.
Entre d'altres obre seves cal citar. Melodie pour le psautier suédois, notées en chiffres (1830); Méthode de Chant (Linkoeping, 1846).